# Antonio Giovinazzi
Antonio Maria Giovinazzi (Martina Franca, 14 december 1993) is een Italiaans autocoureur. In 2017 maakte hij zijn debuut in de Formule 1 als vervanger van de geblesseerde Pascal Wehrlein bij Sauber in de eerste twee races van het seizoen. In 2019 maakt hij voor dit team zijn fulltime Formule 1-debuut, al werd het team voorafgaand aan het seizoen overgenomen door Alfa Romeo. Hij was tot 2021 actief als Formule 1-coureur. In 2022 reed hij in de Formule E, en in 2023 stapte hij over naar het FIA World Endurance Championship. In 2023 won hij de 24 uur van Le Mans.

## Carrière

### Karting
Tussen 2006 en 2012 reed Giovinazzi in het karting, waarbij hij kampioen werd in de Italiaanse National Trophy 60cc en Euro Trophy 60, beiden in 2006.

### Formula Pilota China
Giovinazzi begon zijn carrière in het formuleracing in de Formula Pilota China in 2012. Hij werd uiteindelijk kampioen in deze klasse met zes overwinningen. Hij reed ook voor BVM in het laatste raceweekend van de Formule Abarth op het Autodromo Nazionale Monza. Ondanks dat hij twee overwinningen behaalde en in de derde race tweede werd, behaalde hij geen punten omdat hij een gastrijder was.

### Formule 3
In 2013 maakte Giovinazzi zijn debuut in de Formule 3 in het nieuwe Europees Formule 3-kampioenschap voor het team Double R Racing. Hij kende een moeilijke start van het seizoen, maar in de tweede helft reed hij regelmatig in de top 10. Uiteindelijk eindigde hij als zeventiende in het kampioenschap met 31 punten. Daarnaast reed hij voor het team in het Britse Formule 3-kampioenschap, waarin hij twee overwinningen behaalde op Silverstone en Spa-Francorchamps, waardoor hij achter Jordan King tweede werd in de eindstand met 135 punten. Dat jaar nam hij ook deel aan de Masters of Formula 3, waarin hij tiende werd.
In 2014 bleef Giovinazzi in de Europese Formule 3 rijden, maar stapte hij over naar het team Jagonya Ayam with Carlin. Op de Hockenheimring behaalde hij zijn eerste podiumplaats en op de Red Bull Ring won hij zijn eerste race, waarna hij er op de Nürburgring een tweede overwinning aan toevoegde. Hierdoor werd hij zesde in het kampioenschap met 238 punten.
In 2015 was Giovinazzi opnieuw actief in de Europese Formule 3 voor Carlin. Dit jaar won hij zes races op de Hockenheimring (tweemaal), het Circuit de Pau-Ville, de Norisring, het Circuit Park Zandvoort en de Red Bull Ring. Hij stond lange tijd aan de leiding in het kampioenschap, maar werd achter Felix Rosenqvist uiteindelijk tweede met 412,5 punten. Hiernaast nam hij dat jaar opnieuw deel aan de Masters of Formula 3, waar hij zowel de kwalificatie- als de hoofdrace won, en de Grand Prix van Macau, waarin hij als vierde eindigde. Tevens mocht hij dat seizoen eenmalig invallen voor de geschorste Timo Scheider in de DTM voor Audi op de Moscow Raceway.

### GP2
In 2016 maakte Giovinazzi de overstap naar de GP2 Series, waarin hij voor het nieuwe team Prema Racing uitkwam. Na een moeilijke start, waarin hij in de eerste vier races geen punten wist te scoren, won hij op het Baku City Circuit allebei de races. Hierna won hij nog drie races op Spa-Francorchamps, het Autodromo Nazionale Monza en het Sepang International Circuit en eindigde zo achter zijn teamgenoot Pierre Gasly als tweede in het kampioenschap met 211 punten.

### Formule 1
In september 2016 werd bekend dat Giovinazzi simulatorwerk ging uitvoeren voor het Formule 1-team Ferrari. In december van dat jaar werd hij bevestigd als derde rijder bij het team. In februari 2017 werd hij uitgeleend aan het team van Sauber, waar hij voorafgaand aan het Formule 1-seizoen in de tests op het Circuit de Barcelona-Catalunya mocht rijden als vervanger van de geblesseerde Pascal Wehrlein. Omdat Wehrlein voor de eerste race in Australië niet fit genoeg was (ten gevolge van een crash bij de Race of Champions in januari) debuteerde Giovinazzi in de Grand Prix van Australië. Ook in de tweede race in China mocht hij invallen, maar vanaf de derde race nam Wehrlein weer plaats in de auto. Wel werd bekend dat Giovinazzi zeven vrije trainingen kreeg bij het team van Haas, beginnend tijdens de Grand Prix van Groot-Brittannië.
Vanaf het seizoen 2019 is Giovinazzi vaste rijder van Sauber, dat vanaf dat seizoen is overgenomen door Alfa Romeo. Hij reed drie achtereenvolgende seizoenen voor dit team. Zijn beste resultaat in deze periode was een vijfde plaats in de Grand Prix van Brazilië 2019. In het seizoen 2022 raakte hij zijn zitje kwijt aan Zhou Guanyu en verliet hij de Formule 1.

### Formule E
Op 16 november 2021 maakte Giovinazzi bekend dat hij in 2022 in de Formule E gaat rijden voor het team Dragon / Penske Autosport.

### 24 uur van Le Mans
Giovinazzi won de 24 uur van Le Mans 2023 in de hypercar-klasse samen met James Calado en Alessandro Pier Guidi in het team Ferrari-AF Corse.

## Formule 1-carrière
| Jaar/Jaren | Team                                    |
| ---------- | --------------------------------------- |
| 2017       | Sauber, Haas F1 Team                    |
| 2018       | Alfa Romeo Sauber F1 Team (testcoureur) |
| 2019-2021  | Alfa Romeo                              |
| 2022       | Haas F1 Team (testcoureur)              |

|                       | 2017 | 2019 | 2020 | 2021 | Totaal         |
| --------------------- | ---- | ---- | ---- | ---- | -------------- |
| Aantal races          | 2    | 21   | 17   | 22   | 62 (62 starts) |
| Aantal zeges          | 0    | 0    | 0    | 0    | 0              |
| Aantal pole-positions | 0    | 0    | 0    | 0    | 0              |
| Aantal snelste ronden | 0    | 0    | 0    | 0    | 0              |
| Aantal podiumplaatsen | 0    | 0    | 0    | 0    | 0              |
| Aantal WK-punten      | 0    | 14   | 4    | 3    | 21             |
| Eindstand WK          | 22   | 17   | 17   | 18   |                |

### Formule 1-resultaten
| Kleur  | Resultaat                       |
| ------ | ------------------------------- |
| Goud   | Winnaar                         |
| Zilver | Tweede plaats                   |
| Brons  | Derde plaats                    |
| Groen  | Gefinisht (punten behaald)      |
| Blauw  | Gefinisht (geen punten behaald) |
| Blauw  | Niet geklasseerd (NC)           |
| Paars  | Uitgevallen (DNF)               |
| Rood   | Niet gekwalificeerd (DNQ)       |

| Kleur  | Resultaat                              |
| ------ | -------------------------------------- |
| Zwart  | Gediskwalificeerd (DSQ)                |
| Wit    | Niet gestart (DNS)                     |
| Blanco | Gewond (INJ)                           |
| Blanco | Uitgesloten (EX)                       |
| Blanco | Teruggetrokken (WD) / Niet deelgenomen |
| P      | Poleposition                           |
| S      | Snelste ronde                          |

| Jaar | Inschrijving              | Chassis        | Motor              | 1      | 2       | 3      | 4      | 5      | 6      | 7       | 8      | 9       | 10      | 11     | 12     | 13      | 14      | 15     | 16     | 17     | 18     | 19     | 20     | 21     | 22      | Pos | Punten |
| ---- | ------------------------- | -------------- | ------------------ | ------ | ------- | ------ | ------ | ------ | ------ | ------- | ------ | ------- | ------- | ------ | ------ | ------- | ------- | ------ | ------ | ------ | ------ | ------ | ------ | ------ | ------- | --- | ------ |
| 2017 | Sauber F1 Team            | Sauber C36     | Ferrari 061 V6     | AUS 12 | CHN DNF | BHR 0  | RUS 0  | SPA 0  | MON 0  | CAN 0   | AZE 0  | OOS 0   |         |        |        |         |         |        |        |        |        |        |        |        |         | 22  | 0      |
| 2017 | Haas F1 Team              | Haas VF-17     | Ferrari 062 V6     |        |         |        |        |        |        |         |        |         | GBR TC  | HON TC | BEL 0  | ITA 0   | SIN TC  | MAL TC | JPN 0  | VST 0  | MEX TC | BRA TC | ABU TC |        |         | 22  | 0      |
| 2018 | Alfa Romeo Sauber F1 Team | Sauber C37     | Ferrari 062 EVO V6 | AUS 0  | BHR 0   | CHN 0  | AZE 0  | SPA 0  | MON 0  | CAN 0   | FRA 0  | OOS 0   | GBR 0   | DUI TC | HON TC | BEL 0   | ITA 0   | SIN 0  | RUS TC | JPN 0  | VST 0  | MEX TC | BRA TC | ABU TC |         | -   | -      |
| 2019 | Alfa Romeo Racing         | Alfa Romeo C38 | Ferrari 064 V6     | AUS 15 | BHR 11  | CHN 15 | AZE 12 | SPA 16 | MON 19 | CAN 13  | FRA 16 | OOS 10  | GBR DNF | DUI 13 | HON 18 | BEL 18† | ITA 9   | SIN 10 | RUS 15 | JPN 14 | MEX 14 | VST 14 | BRA 5  | ABU 16 |         | 17  | 14     |
| 2020 | Alfa Romeo Racing         | Alfa Romeo C39 | Ferrari 065 V6     | OOS 9  | STI 14  | HON 17 | GBR 14 | 70J 17 | SPA 16 | BEL DNF | ITA 16 | TOS DNF | RUS 11  | EIF 10 | POR 15 | EMI 10  | TUR DNF | BHR 16 | SAK 13 | ABU 16 |        |        |        |        |         | 17  | 4      |
| 2021 | Alfa Romeo Racing         | Alfa Romeo C41 | Ferrari 065/066 V6 | BHR 12 | EMI 14  | POR 12 | SPA 15 | MON 10 | AZE 11 | FRA 15  | STI 15 | OOS 14  | GBR 13  | HON 13 | BEL 13 | NED 14  | ITA 13  | RUS 16 | TUR 11 | VST 11 | MXS 11 | SAP 14 | QAT 15 | SAR 9  | ABU DNF | 18  | 3      |
| 2022 | Haas F1 Team              | VF-22          | Ferrari 066/7      | BHR 0  | SAR 0   | AUS 0  | EMI 0  | MIA 0  | SPA 0  | MON 0   | AZE 0  | CAN 0   | GBR 0   | OOS 0  | FRA 0  | HON 0   | BEL 0   | NED 0  | ITA TC | SIN 0  | JPN 0  | VST TC | MXS 0  | SAP 0  | ABU 0   | -   | -      |
| Jaar | Inschrijving              | Chassis        | Motor              | 1      | 2       | 3      | 4      | 5      | 6      | 7       | 8      | 9       | 10      | 11     | 12     | 13      | 14      | 15     | 16     | 17     | 18     | 19     | 20     | 21     | 22      | Pos | Punten |